# Schweizerische Gesellschaft für Akustik
Die Schweizerische Gesellschaft für Akustik (SGA-SSA) wurde 1971 gegründet und ist ein Verein zur Förderung der Akustik in der Schweiz.
Die SGA organisiert jährlich je eine Tagung in der deutschsprachigen und in der französisch-/italienischsprachigen Schweiz und sorgt so für den direkten Erfahrungsaustausch zwischen den Schweizer Akustikfachleuten.
Seit 1994 verleiht die SGA den Titel „Diplom-Akustiker/Akustikerin SGA“ an Bewerber, die mit schriftlichen Arbeiten und mit einer mündlichen Prüfung ihre Fachqualifikation bewiesen haben. 
Zudem bietet die SGA Ausbildungskurse an und veröffentlicht eigene Publikationen.
Der Verein ist Mitglied der European Acoustics Association und zählte im Jahr 2005 rund 300 Einzel- und 140 Kollektivmitglieder.